# Nachman Castro
Nachman Castro (hebr. ‏נחמן קסטרו‎; ur. 23 stycznia 1948 w Izmirze) – izraelski piłkarz grający na pozycji obrońcy.
Przez całą karierę był piłkarzem Hapoelu Tel Awiw.
W reprezentacji Izraela zadebiutował 15 września 1968 w zremisowanym 3:3 towarzyskim meczu ze Stanami Zjednoczonymi. Wystąpił na Letnich Igrzyskach Olimpijskich 1968.